# Русская Казмаска
Русская Казмаска — река в Удмуртии, левый приток реки Позимь.
Высота устья — 103 м над уровнем моря.
Длина реки — 22 км. Исток в Завьяловском районе, в 18 км к юго-востоку от центра Ижевска.
В верховьях течёт на северо-восток, затем поворачивает на север. Устьевая часть находится в Воткинском районе. В верхней части на реке имеются крупный Ильинский и другие пруды. Основные притоки — Берёзовый (левый), Петуховка (правый).
Крупнейший населённый пункт на реке — деревня Новая Казмаска. У деревни реку пересекает автодорога Ижевск — Гольяны.

## Данные водного реестра
По данным государственного водного реестра России относится к Камскому бассейновому округу, водохозяйственный участок реки — Иж от истока и до устья, речной подбассейн реки — бассейны притоков Камы до впадения Белой. Речной бассейн реки — Кама.
Код водного объекта в государственном водном реестре — 10010101212111100027064.